# Minnesota Duluth Bulldogs

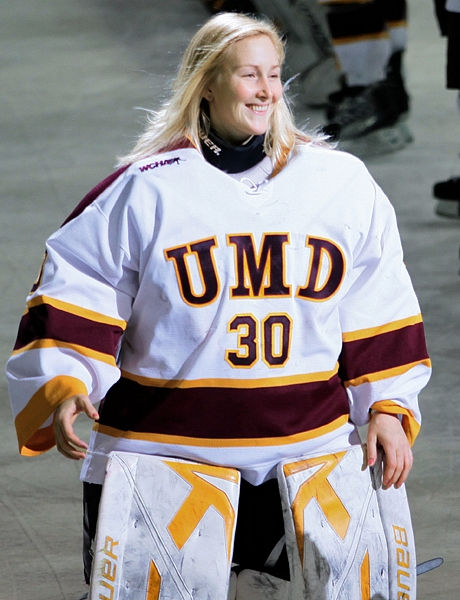
Kim Martin när hon spelade för Bulldogs.

Minnesota Duluth Bulldogs är en idrottsförening tillhörande University of Minnesota Duluth och har som uppgift att ansvara för universitetets idrottsutövning.

## Idrotter
Bulldogs deltager i följande idrotter:
| Herrar - Amerikansk fotboll - Baseboll - Basket - Cross Country - Friidrott - Ishockey | Damer - Basket - Cross Country - Fotboll - Friidrott - Ishockey - Softboll - Tennis - Volleyboll |

## Idrottsutövare

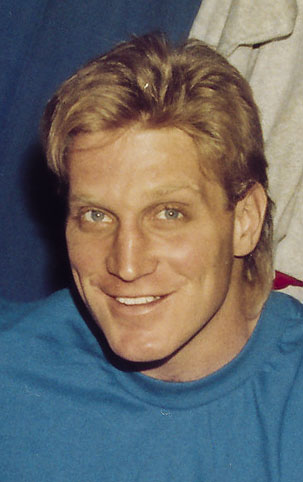
Brett Hull.

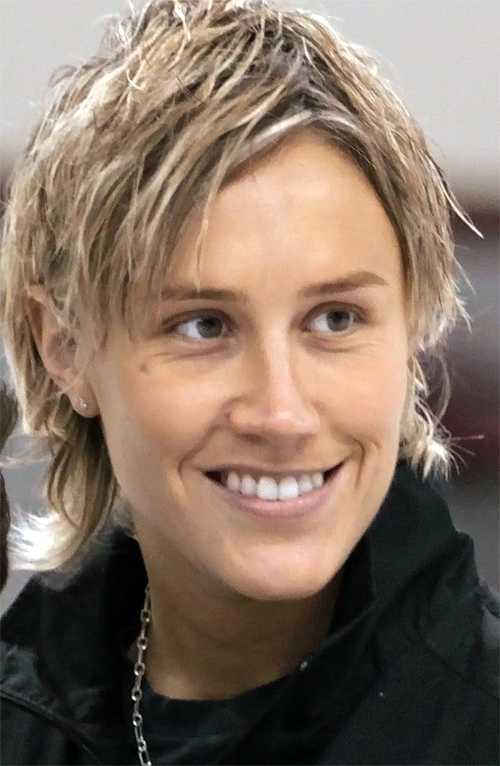
Maria Rooth.

| Ishockey - Joey Anderson - Mikey Anderson - Jenni Asserholt - J.T. Brown - Jackson Cates - Noah Cates - Jack Connolly - Tina Enström - Justin Faulk - Justin Fontaine - Jason Garrison - Erika Grahm - Brett Hauer - Linnea Hedin - Brett Hull - Elin Holmlöv - Erika Holst - Alex Iafallo - Haley Irwin - Adam Johnson - Wyatt Kaiser - Kasimir Kaskisuo - Cole Koepke - Jocelyne Larocque - Chris Marinucci - Kim Martin - Hunter Miska - Matt Niskanen | - Travis Oleksuk - Dylan Olsen - Caroline Ouellette - Mark Pavelich - Heidi Pelttari - Mike Peluso - Scott Perunovich - Neal Pionk - Shjon Podein - Mariia Posa - Tuula Puputti - Mason Raymond - Chico Resch - Justin Richards - Maria Rooth - Jay Rosehill - Dylan Samberg - Jenny Schmidgall-Potter - Hunter Shepard - Carson Soucy - Lara Stalder - Alex Stalock - Nick Swaney - Dominic Toninato - Riley Tufte - Saara Tuominen - Andy Welinski - Pernilla Winberg |